# 2021 au Portugal
Chronologie du Portugal
- 2017
- 2018
- 2019
- 2020
- 2021
- 2022
- 2023
- 2024
- 2025

Cette page concerne les évènements survenus en 2021 au Portugal  :

## Évènement
- Pandémie de Covid-19 au Portugal
- Sanlúcar de Barrameda 2019-2022
- 1er janvier-30 juin : Présidence portugaise du Conseil de l'Union européenne
- 24 janvier : Élection présidentielle
- 26 septembre : Élections municipales

## Sport
- Championnat du Portugal féminin de football 2021-2022
- Championnat du Portugal de football 2021-2022
- Championnat du Portugal de football de deuxième division 2021-2022
- 7-13 mars : Organisation des championnats d'Europe de RS:X à Vilamoura.
- 16-18 avril : 
  - Organisation des championnats d'Europe de judo à Lisbonne.
  - Grand Prix moto du Portugal
- 26 avril-2 mai : Tournoi de tennis d'Estoril (ATP 2021)
- 2 mai : Grand Prix automobile du Portugal
- 5-9 mai : Tour de l'Algarve (cyclisme)
- 13 juin : 8 Heures de Portimão 2021 (automobile)
- 29 mai : Finale de la Ligue des champions de l'UEFA à Porto.
- 1er-7 août : Organisation du championnat III d'Europe masculin de hockey sur gazon à Lousada.
- 4-15 août : Tour du Portugal (cyclisme)
- 28 août : Supercoupe du Portugal féminine de football à Lisbonne.
- 7-13 novembre : Organisation du championnat d'Europe de rugby à XV des moins de 20 ans à Coimbra.
- 7 novembre : Grand Prix moto d'Algarve
- 14-20 novembre : Organisation du championnat d'Europe masculin de rink hockey à Paredes.
- 19-20 novembre : Championnats d'Europe de skyrunning à São Pedro do Sul.

## Culture
- Sortie du film Journal de Tûoa.

## Décès
- Maria João Abreu (pt), actrice.
- Carlos do Carmo, chanteur.
- Otelo Saraiva de Carvalho, militaire.